# Otira
Otira là một chi nhện trong họ Amaurobiidae.

## Hình ảnh

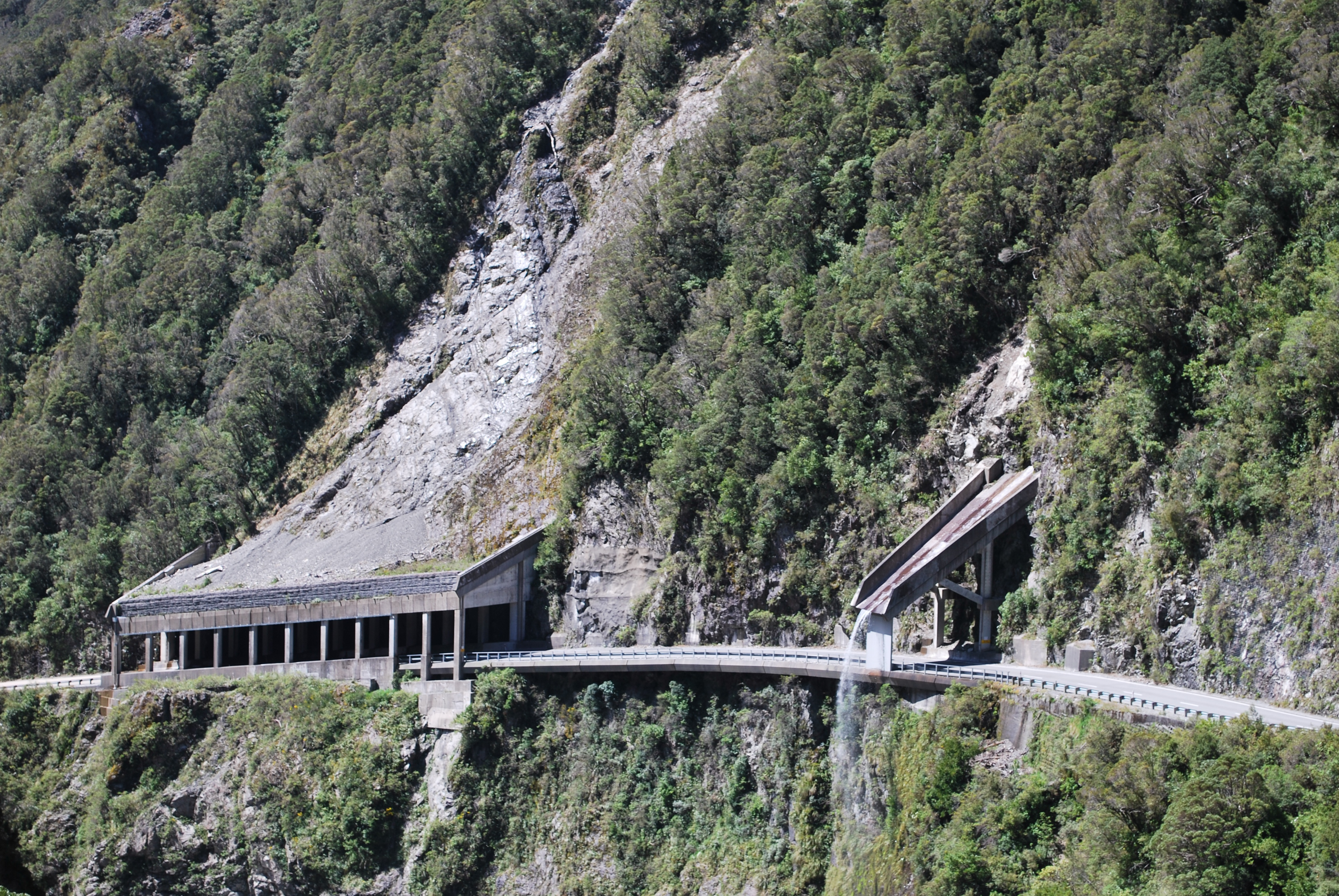
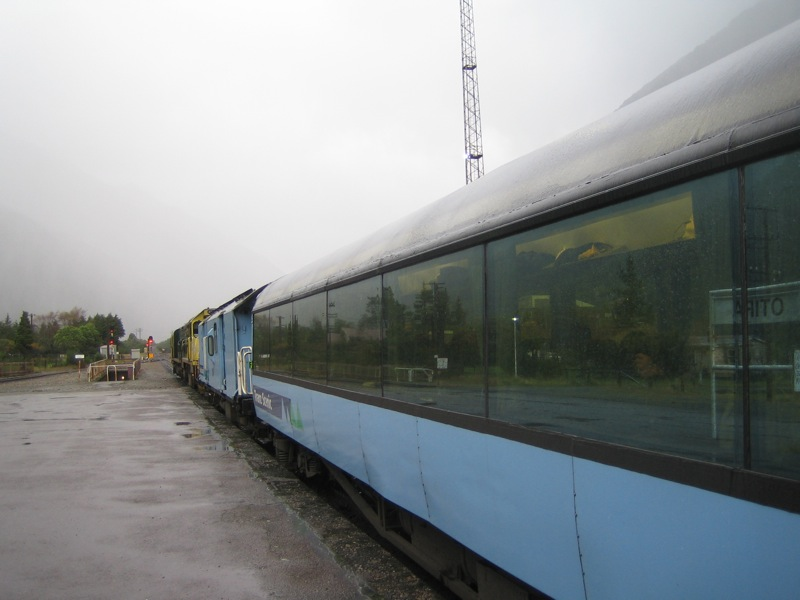
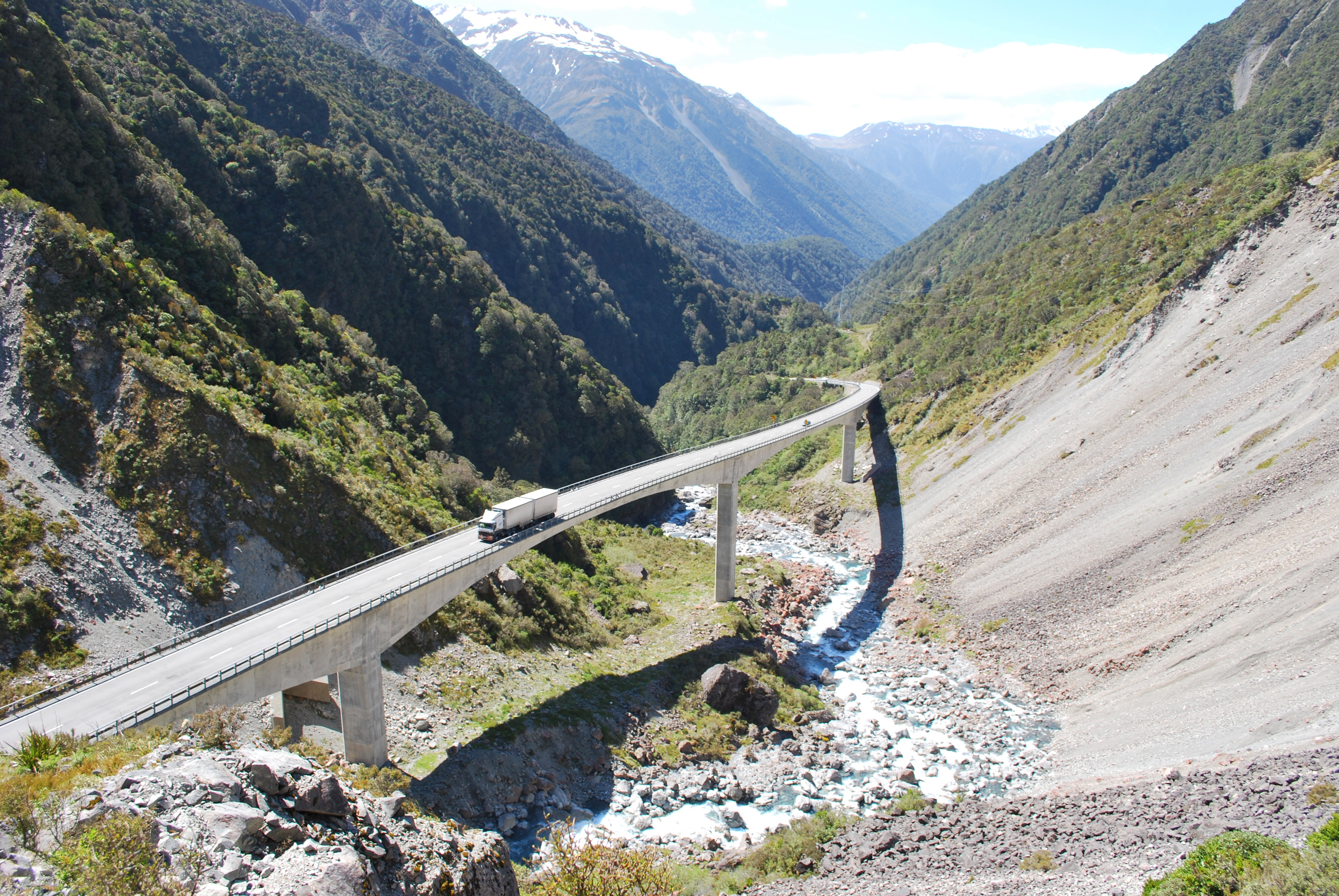
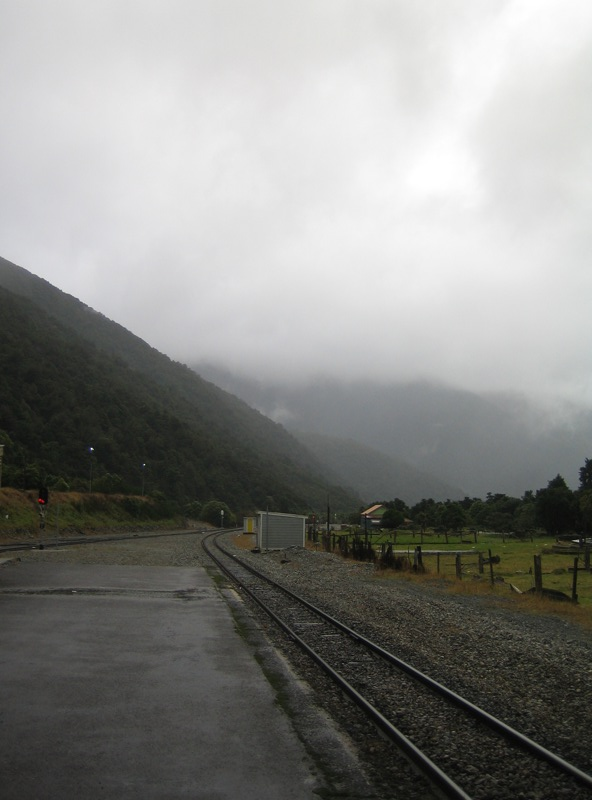